# 間二側錐五角柱
間二側錐五角柱屬於詹森多面體之一（J53），形如其名，它可由一個正四角錐（J1）和兩個正五角柱分別以底面和側邊相互黏合而成。它與側錐五角柱（J52）有著類似的構造。這92種詹森多面體最早在1966年由諾曼·詹森命名並予以觀察描述。

## 外部連結
- 埃里克·韦斯坦因. . MathWorld.
- 埃里克·韦斯坦因. . MathWorld.